# Alan Bretoński
Alan de Bretagne (ur. ok. 1116, zm. 15 września 1146), syn Stefana, hrabiego de Tréguier (wnuka księcia Bretanii Godfryda I), i Havisy de Guincamp.
Jego rodzina posiadała od kilku pokoleń dobra w Richmondshire, ale to Alan otrzymał w 1136 r. tytuł 1. hrabiego Richmond. W okresie wojny domowej był stronnikiem króla Stefana. W latach 1140–1141 był hrabią Kornwalii. W 1141 r. brał udział w bitwie pod Lincoln. Został wówczas wzięty do niewoli przez hrabiego Chester i musiał zrzec się tytułu hrabiego Kornwalii.
Żoną Alana była Berta (ur. ok. 1114), córka księcia Bretanii Conana III Grubego i Maud FitzRoy, córki Henryka I Beauclerca, króla Anglii. Alan i Berta mieli razem jednego syna:
- Conan IV Młodszy (1138 - 20 lutego 1171), książę Bretanii

Alan miał również kilkoro nieślubnych dzieci:
- Brian FitzAlan, przodek baronów Bedale
- Rejnald
- Kostancja, żona Alana III, wicehrabiego de Rohan
- Enougen, opatka klasztoru St. Sulpice